# 七条兼仲
七条 兼仲（しちじょう かねなか）は、戦国時代から安土桃山時代にかけての武将。阿波国板野郡七条城主。

## 略歴
七条氏は阿波の国人。阿波小笠原氏の支流で、三好氏・高志氏と同族である。
七条敏仲の子として誕生。生年は天文23年（1554年）との記録もあるが、父の没年（天文21年（1552年））と計算が合わないので誤記載と思われ、それ以前の生まれと推測される。
怪力無双の勇将として知られ、数々の合戦で武勇を馳せたという。天正10年（1582年）、中富川の戦いで十河存保方に属して長宗我部元親と戦い戦死した。最期については、篭城中に戦死したとする説と、野戦で討ち死にしたとの二説がある。

## 逸話
徳島県には、大鏡餅（三方を含み約169kg）を抱えて、歩く距離を競う「力餅」という行事がある。これは、兼仲が戦に備えて力を授かろうと大山寺に祈願し、鏡餅を奉納したのが起源といわれており、400年の伝統をもつ。